# Liga dos Campeões da UEFA de 2010–11 – Fases Finais
As Fases Finais da Liga dos Campeões da UEFA de 2010-11 ocorrerão entre 15 de fevereiro e 28 de maio de 2011. A começar pelas oitavas-de-finais, cada fase terá jogos de ida e volta, com exceção da final, em Londres, no estádio Estádio Wembley, que terá partida única para decidir o campeão da Liga.

## Oitavas-de-Finais
O sorteio das chaves das oitavas-de-final foi realizado no dia 17 de dezembro em Nyon, na Suíça.
| Equipe 1       | Total        | Equipe 2          | 1.º jogo | 2.º jogo |
| -------------- | ------------ | ----------------- | -------- | -------- |
| Milan          | 0 – 1        | Tottenham         | 0 – 1    | 0 – 0    |
| Valencia       | 2 – 4        | Schalke 04        | 1 – 1    | 1 – 3    |
| Roma           | 2 – 6        | Shakhtar Donetsk  | 2 – 3    | 0 – 3    |
| Arsenal        | 3 – 4        | Barcelona         | 2 – 1    | 1 – 3    |
| Lyon           | 1 – 4        | Real Madrid       | 1 – 1    | 0 – 3    |
| Copenhagen     | 0 – 2        | Chelsea           | 0 – 2    | 0 – 0    |
| Internazionale | 3 – 3 (g.f.) | Bayern Munich     | 0 – 1    | 3 – 2    |
| Marseille      | 1 – 2        | Manchester United | 0 – 0    | 1 – 2    |

### Jogos de Ida
| 15 de fevereiro | Milan | 0 – 1     | Tottenham  | San Siro, Milão                          |
| 20:45           |       | Relatório | Crouch 80' | Público: 75 652 Árbitro: Stéphane Lannoy |

| 15 de fevereiro | Valencia    | 1 – 1     | Schalke 04 | Estadio Mestalla, Valencia                |
| 20:45           | Soldado 17' | Relatório | Raúl 64'   | Público: 42 703 Árbitro: Aleksei Nikolaev |

| 16 de fevereiro | Arsenal                       | 2 – 1 | Barcelona | Emirates Stadium, Londres               |
| 20:45           | Van Persie 78' · Arshavin 83' |       | Villa 26' | Público: 59 927 Árbitro: Nicola Rizzoli |

| 16 de fevereiro | Roma                     | 2 – 3 | Shakhtar Donetsk                                  | Stadio Olimpico, Roma                         |
| 20:45           | Perrotta 28' · Menez 61' |       | Jadson 29' · Douglas Costa 36' · Luiz Adriano 41' | Público: 35 873 Árbitro: Olegário Benquerença |

| 22 de fevereiro | Lyon      | 1 – 1     | Real Madrid | Stade de Gerland, Lyon                  |
| 20:45           | Gomis 83' | Relatório | Benzema 65' | Público: 36 000 Árbitro: Wolfgang Stark |

| 22 de fevereiro | Copenhagen | 0 – 2     | Chelsea         | Parken Stadium, Copenhague             |
| 20:45           |            | Relatório | Anelka 17', 54' | Público: 37 000 Árbitro: Björn Kuipers |

| 23 de fevereiro | Internazionale | 0 – 1 | FC Bayern München | San Siro, Milão                        |
| 20:45           |                |       | Mario Gómez 89'   | Público: 75 925 Árbitro: Viktor Kassai |

| 23 de fevereiro | Marseille | 0 – 0 | Manchester United | Stade Vélodrome, Marselha            |
| 20:45           |           |       |                   | Público: 57 957 Árbitro: Felix Brych |

### Jogos de Volta
| 8 de Março | Shakhtar Donetsk               | 3 – 0 | Roma | Donbass Arena, Donetsk               |
| 18:30      | Willian 18', 58' · Eduardo 87' |       |      | Público: 46 543 Árbitro: Howard Webb |

| 8 de Março | Barcelona                         | 3 – 1 | Arsenal             | Camp Nou, Barcelona                      |
| 20:45      | Messi 45+3', 71' (pen) · Xavi 69' |       | Busquets 53' (g.c.) | Público: 95 486 Árbitro: Massimo Busacca |

| 9 de Março | Tottenham | 0 – 0 | Milan | White Hart Lane, Londres                    |
| 20:45      |           |       |       | Público: 34 320 Árbitro: Frank De Bleeckere |

| 9 de Março | Schalke 04                         | 3 – 1 | Valencia     | Veltins-Arena, Gelsenkirchen            |
| 20:45      | Farfán 40', 90+4' · Gavranović 52' |       | R. Costa 17' | Público: 53 517 Árbitro: Jonas Eriksson |

| 15 de Março | FC Bayern München      | 2 – 3 | Internazionale                       | Allianz Arena, Munique                 |
| 20:45       | Gómez 21' · Müller 31' |       | Eto'o 4' · Sneijder 63' · Pandev 88' | Público: 66 000 Árbitro: Pedro Proença |

| 15 de Março | Manchester United | 2 – 1 | Marseille      | Old Trafford, Manchester                         |
| 20:45       | Hernández 5', 75' |       | Brown 81' (gc) | Público: 73 996 Árbitro: Carlos Velasco Carballo |

| 16 de Março | Real Madrid                              | 3 – 0 | Lyon | Santiago Bernabéu Stadium, Madrid      |
| 20:45       | Marcelo 36' · Benzema 65' · di María 76' |       |      | Público: 70 034 Árbitro: Damir Skomina |

| 16 de Março | Chelsea | 0 – 0 | Copenhague | Stamford Bridge, Londres                   |
| 20:45       |         |       |            | Público: 36 454 Árbitro: Svein Oddvar Moen |

## Quartas-de-Finais
| Equipe 1       | Total | Equipe 2          | 1.º jogo | 2.º jogo |
| -------------- | ----- | ----------------- | -------- | -------- |
| Chelsea        | 1 – 3 | Manchester United | 0 – 1    | 1 – 2    |
| Internazionale | 3 – 7 | Schalke 04        | 2 – 5    | 1 – 2    |
| Real Madrid    | 5 – 0 | Tottenham Hotspur | 4 – 0    | 1 – 0    |
| Barcelona      | 6 – 1 | Shakhtar Donetsk  | 5 – 1    | 1 – 0    |

### Jogos de Ida
| 5 de abril | Real Madrid                                  | 4 – 0     | Tottenham | Santiago Bernabéu, Madrid                |
| 20:45      | Adebayor 4' 57' · Di María 72' · Ronaldo 87' | Relatório |           | Público: 77 427 Árbitro: ALE Felix Brych |

| 5 de abril | Internazionale            | 2 – 5     | Schalke 04                                              | Giuseppe Meazza, Milão                       |
| 20:45      | Stanković 1' · Milito 34' | Relatório | Matip 17' · Edu 40' 75' · Raúl 53' · Ranocchia 57' (gc) | Público: 72 770 Árbitro: ENG Martin Atkinson |

| 6 de abril | Chelsea | 0 – 1     | Manchester United | Stamford Bridge, Londres                      |
| 20:45      |         | Relatório | Rooney 24'        | Público: 37 915 Árbitro: ESP Alberto Mallenco |

| 6 de abril | Barcelona                                                        | 5 – 1     | Shakhtar Donetsk | Camp Nou, Barcelona                        |
| 20:45      | Iniesta 2' · Daniel Alves 34' · Piqué 53' · Keita 61' · Xavi 86' | Relatório | Rakitskiy 60'    | Público: 86 518 Árbitro: SCO Craig Thomson |

### Jogos de Volta
| 12 de abril | Manchester United        | 2 – 1     | Chelsea    | Old Trafford, Manchester                          |
| 20:45       | Hernández 43' · Park 77' | Relatório | Drogba 77' | Público: 74 672 Árbitro: POR Olegário Benquerença |

| 12 de abril | Shakhtar Donetsk | 0 – 1     | Barcelona | Donbass Arena, Donetsk                     |
| 20:45       |                  | Relatório | Messi 43' | Público: 51 759 Árbitro: ALE Florian Meyer |

| 13 de abril | Tottenham | 0 – 1     | Real Madrid           | White Hart Lane, Londres                    |
| 20:45       |           | Relatório | Cristiano Ronaldo 50' | Público: 34 311 Árbitro: ITA Nicola Rizzoli |

| 13 de abril | Schalke 04             | 2 – 1     | Internazionale   | Veltins-Arena, Gelsenkirchen               |
| 20:45       | Raúl 45' · Höwedes 81' | Relatório | Thiago Motta 49' | Público: 54 142 Árbitro: SLO Damir Skomina |

## Semifinais
| Equipe 1    | Total | Equipe 2          | 1.º jogo | 2.º jogo |
| ----------- | ----- | ----------------- | -------- | -------- |
| Schalke 04  | 1 – 6 | Manchester United | 0 – 2    | 1 – 4    |
| Real Madrid | 1 – 3 | Barcelona         | 0 – 2    | 1 – 1    |

### Jogos de Ida
| 26 de abril | Schalke 04 | 0 – 2     | Manchester United      | Veltins-Arena, Alemanha                              |
| 20:45       |            | Relatório | Giggs 67' · Rooney 69' | Público: 54 142 Árbitro: ESP Carlos Velasco Carballo |

| 27 de abril | Real Madrid | 0 – 2     | Barcelona      | Santiago Bernabéu, Madrid                   |
| 20:45       |             | Relatório | Messi 76', 87' | Público: 71 567 Árbitro: GER Wolfgang Stark |

### Jogos de Volta
| 3 de maio | Barcelona | 1 – 1 | Real Madrid | Camp Nou, Barcelona             |
| 20:45     | Pedro 53' |       | Marcelo 63' | Árbitro: BEL Frank De Bleeckere |

| 4 de maio | Manchester United                            | 4 – 1 | Schalke 04 | Old Trafford, Manchester   |
| 20:45     | Valencia 26' · Gibson 31' · Anderson 72' 76' |       | Jurado 35' | Árbitro: POR Pedro Proença |

## Final
| 28 de maio de 2011 | Barcelona                         | 3 – 1     | Manchester United | Estádio Wembley, Londres                   |
| 19:45 (UTC+1)      | Pedro 27' · Messi 54' · Villa 69' | Relatório | Rooney 34'        | Público: 87 695 Árbitro: HUN Viktor Kassai |